# Napoleón III
Napoleón III (París, 20 de abril de 1808-Londres, 9 de enero de 1873) fue presidente de Francia de 1848 a 1852 y emperador de los franceses desde 1852 hasta que fue depuesto en 1870, siendo el último monarca francés.
Nacido en el seno de la casa de Bonaparte, Carlos Luis Napoleón Bonaparte pasó gran parte de su juventud en el exilio, debido a la caída de su tío, el emperador francés Napoleón I, después de su derrota en la batalla de Waterloo. En gran parte gracias a su madre, Hortensia de Beauharnais, Luis Napoleón desarrolló una gran admiración por su tío y un deseo por volver a Francia. Después de la muerte del joven Napoleón II en 1832, Luis Napoleón se convirtió en el pretendiente bonapartista. Se infiltró en Francia para intentar dos golpes de Estado, primero en 1836 y luego en 1840, contra la monarquía constitucional de Luis Felipe I. El segundo intento falló más estrepitosamente que el primero y llevó a Luis Napoleón a prisión, pero finalmente escapó y regresó al exilio. Luego de la revolución francesa de 1848, Luis Napoleón pudo regresar al país, siendo electo a la asamblea constituyente y meses después a la presidencia de la Segunda República.
En 1851, Luis Napoleón dio un golpe de Estado, debido a que el periodo presidencial solo duraba cuatro años. Al año siguiente, en diciembre de 1852, se proclamó oficialmente el Segundo Imperio francés; Luis Napoleón adoptó el nombre Napoleón III. Durante su mandato buscó incrementar la influencia francesa en el mundo, rompiendo a veces con el concierto europeo: formó una alianza con el Reino Unido y derrotó a Rusia en la guerra de Crimea; fue parte fundamental de la unificación italiana; invadió México e instaló a Maximiliano como emperador, pero al final éste fue derrotado por las fuerzas de Benito Juárez; expandió el imperio colonial francés, especialmente en África; mantuvo una posición neutral en la guerra austro-prusiana, pero posteriormente fue derrotado por las fuerzas de Otto von Bismarck en la guerra franco-prusiana de 1870, lo que resultó en la dimisión de Napoleón III, la proclamación de la Tercera República francesa y la formación del Imperio alemán. Una de las obras más importantes de su gobierno fue la gran reconstrucción de París, que llenó a la ciudad de bulevares y parques públicos. También modernizó el sistema bancario y la infraestructura del país, expandiendo y consolidando el sistema ferroviario; contribuyó a la construcción del canal de Suez; impuso la agricultura moderna, que terminó con las hambrunas en Francia y convirtió al país en un exportador agrícola. Algunas de las reformas sociales más importantes impuestas por Napoleón III fueron el derecho a la huelga, el derecho a organizarse en sindicatos y el derecho de las mujeres a ser admitidas en universidades.
Luego de ser derrotado por los alemanes, Napoleón III volvió al exilio, muriendo en Londres en 1873. Su legado ha dividido tanto a historiadores como al público en general. A pesar de haber sido influenciado por el romanticismo y hasta cierto punto por el liberalismo e incluso el socialismo utópico, su mandato fue de carácter autoritario e imperial, pero incluso de esta forma no pudo evitar ser derrotado múltiples veces en sus aventuras intervencionistas. Gran parte de la imagen de Napoleón III fue moldeada por sus críticos contemporáneos, como Victor Hugo o Karl Marx.

## Primeros años
Luis Napoleón Bonaparte nació en París. Su padre fue Luis Bonaparte, rey de Holanda y hermano menor de Napoleón I, y su madre Hortensia de Beauharnais; por lo tanto, su carrera política fue construida sobre el hecho de que era sobrino de Napoleón I (y sobrino-nieto de su primera esposa, Josefina de Beauharnais).
Después de la derrota final de Napoleón I y su deposición en 1815, y la restauración de la monarquía de los Borbones en Francia, por ley del 1 de enero de 1816, se desterró a todos los Bonaparte del territorio francés. La reina Hortensia se exilió en Suiza con sus hijos y compró, en 1817, el castillo de Arenenberg (Suiza), que domina el lago de Constanza.
El futuro emperador asistió al Liceo de Augsburgo y adquirió sus primeros conocimientos marciales de un antiguo oficial de Napoleón I. En 1830 fue voluntario en el ejército suizo, donde obtuvo el grado de capitán de artillería en 1834.
El joven Luis-Napoleón residió, además de en Suiza, en Alemania e Italia. Siendo joven, en Italia, él y su hermano Napoleón Luis se implicaron en las protestas de los carbonarios, una organización de la resistencia italiana, emparentada con la francmasonería, que luchaba contra la dominación austriaca en el norte de Italia.

## Sucesión del bonapartismo

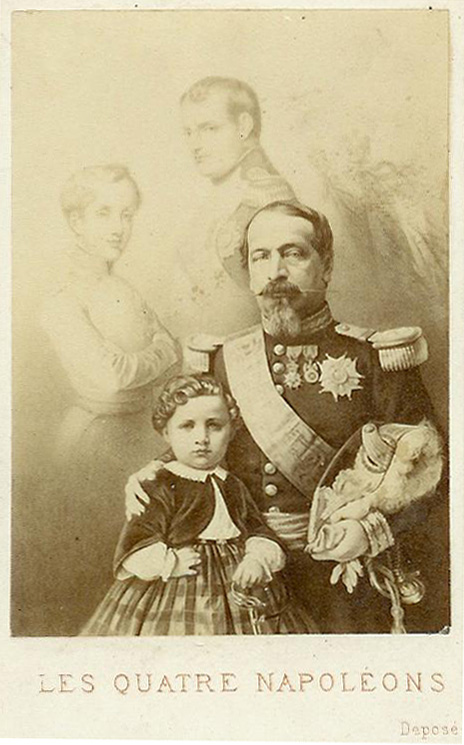
Los cuatro Napoleones.

Según la ley de la sucesión que Napoleón I había establecido durante el Primer Imperio, el orden de prelación para el trono imperial era: su descendencia legítima directa y luego sus hermanos y su descendencia. El primero en el orden sucesorio era su hijo, el rey de Roma. Lo seguía José Bonaparte, rey de Nápoles y de España, y después Luis Bonaparte, rey de Holanda, y sus hijos. Luciano Bonaparte, príncipe de Canino, y sus descendientes fueron excluidos de la sucesión imperial.
Como José no tenía ningún hijo varón, y su hermano Napoleón Luis Bonaparte (1804-1831) y su primo Napoleón II en 1832, lo precedieron, Luis-Napoleón se convirtió en el heredero de Bonaparte en la generación siguiente.

## Lucha por el poder
Siendo ya el heredero del bonapartismo y residente en el Reino Unido, volvió secretamente a Francia en octubre de 1836, por primera vez desde su niñez, para intentar un golpe de Estado en Estrasburgo. El golpe falló, pero pudo escapar. Nuevamente, intentó otro golpe en agosto de 1840, cruzando el canal de la Mancha con una pequeña nave con algunos soldados en Boulogne-sur-Mer. Apresado, esta vez fue encarcelado bajo un régimen de comodidad relativa en la fortaleza de la ciudad de Ham. Durante sus años de encarcelamiento escribió los ensayos que denotan su ideología romántica, su liberalismo autoritario, e incluso su socialismo utópico. Consiguió evadirse de la prisión a Southport, Reino Unido, en mayo de 1846, cambiando la ropa con un carpintero que trabajaba en la fortaleza de Ham.

## Presidente de la Segunda República

### Ascenso al poder: elección democrática
Luis Napoleón vivió en Gran Bretaña hasta la revolución de febrero de 1848, que depuso al rey Luis Felipe I y estableció la Segunda República Francesa. Libre de volver a Francia, el 4 de junio de 1848 es elegido diputado (en cuatro departamentos) y ocupa un escaño en la Asamblea en septiembre.

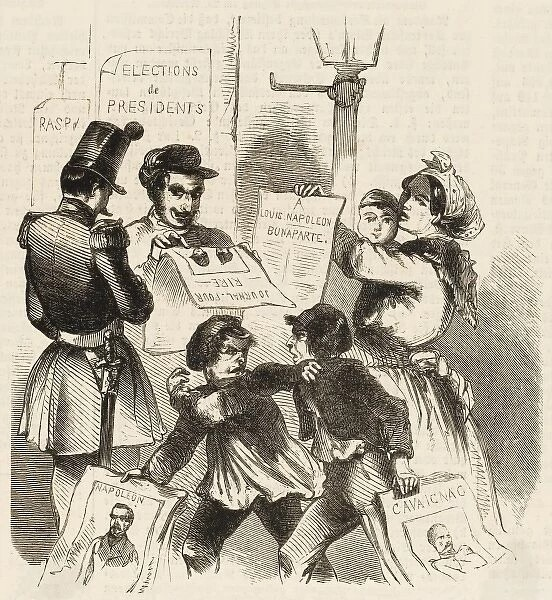
Elecciones en Francia, 1848.

El 4 de noviembre de 1848 se promulga la constitución de la II República, y se presenta como candidato a la presidencia, en las primeras con sufragio masculino en Francia. Luis-Napoleón ganó por abrumadora mayoría en las elecciones celebradas el 10 de diciembre de 1848, con 5,5 millones de votos de los 7,4 millones registrados (alrededor del 75 % de votos) contra los 1 900 000 votos de Louis-Eugène Cavaignac, su rival más cercano.
Su abultada victoria fue debida a la ayuda de las masas rurales, para las cuales el nombre de Bonaparte significaba algo, contrariamente a los nombres de los otros competidores para la presidencia que les eran desconocidos; de mucha ayuda fue su lema electoral: «No más impuestos, abajo los ricos, abajo la República, larga vida al Emperador». Representaba entonces también la idea de rescatar el orden tradicional y la causa de la religión católica. 
La plataforma de Luis Napoleón significaba para los electores la restauración del orden después de los meses de la agitación política, del gobierno fuerte, de la consolidación social y de la grandeza nacional, a los cuales él abrogó con todo el crédito de su nombre, especialmente con la memoria de su tío Napoleón I, ya héroe nacional de Francia.

### El príncipe-presidente

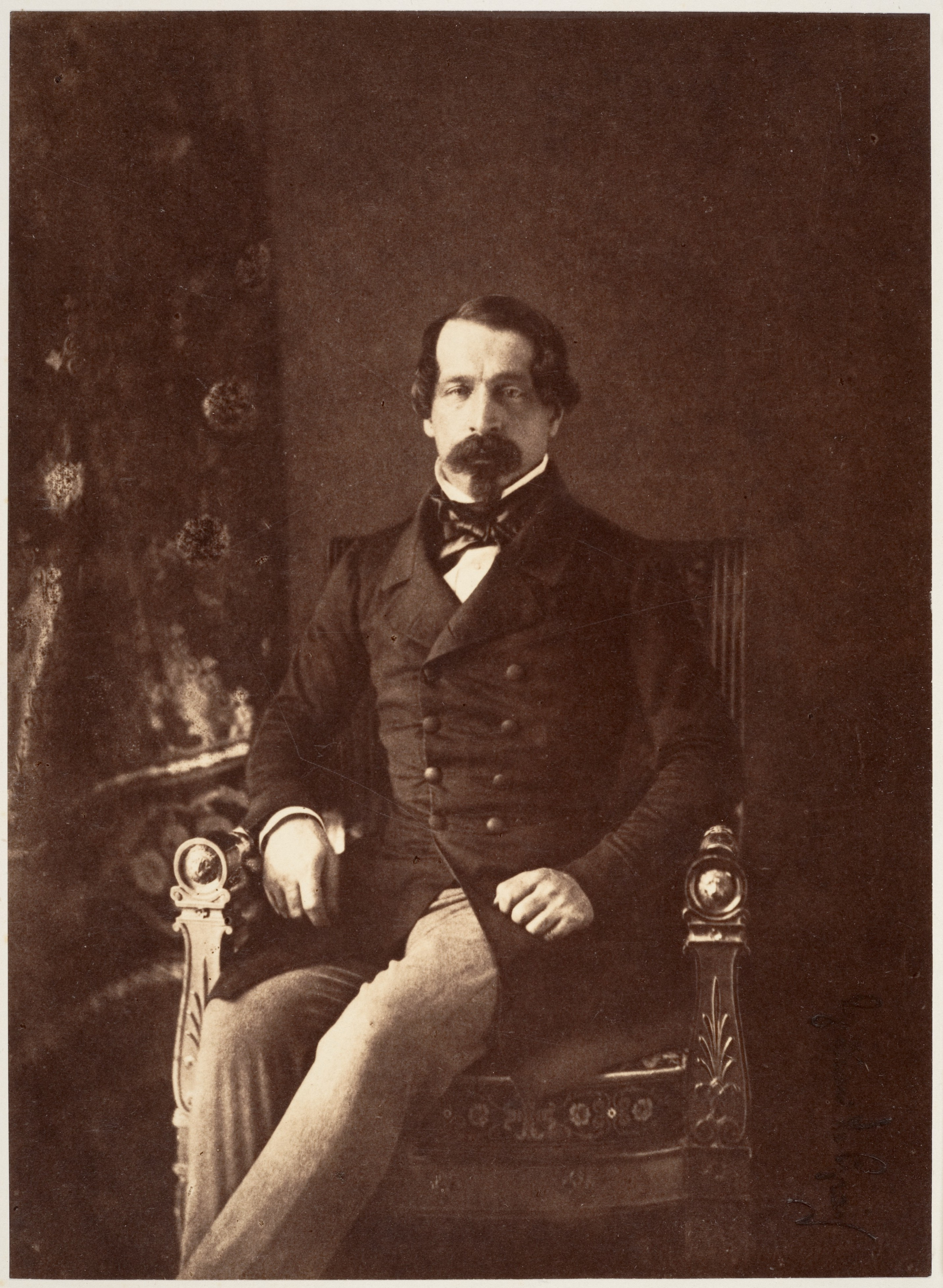
El príncipe-presidente, fotografiado en 1852 por Gustave Le Gray.

La constitución de la II República estableció rígidas normas al ejercicio de la magistratura presidencial limitándola para un término de solo cuatro años, sin posibilidad de reelección, a fin de evitar que un presidente abusara de su poder para transformar la República en una dictadura u obtuviera una presidencia vitalicia.
En mayo de 1849 se celebraron elecciones a la Asamblea nacional que ganaron los monárquicos legitimistas. La presidencia de Luis-Napoleón estuvo así marcada por su oposición a la política conservadora de esta Asamblea nacional: envío a Roma de las tropas para dominar una rebelión contra el papa; voto de la ley Falloux, favorable para la enseñanza religiosa, etc.
El 31 de mayo de 1850, la Asamblea votó una ley electoral que eliminó el sufragio masculino y retornó al voto censitario, lo que eliminó a tres millones de personas del electorado, entre las que estaban artesanos y obreros estacionales. Por otra parte, Luis Napoleón presionó para aumentar la duración de su mandato, mientras que la Asamblea nacional se opuso a todo proyecto de reforma constitucional. Y fue también que, a principios de los años 1850, el 15 de agosto pasó a ser la fiesta nacional en Francia. Esta celebración permitió al príncipe-presidente empezar la transición hacia el segundo Imperio, e impuso con éxito un modelo de fiesta nacional que también fue la bienvenida en la República. El 15 de agosto pasó a ser pues por decreto del 15 de febrero de 1852 la fiesta de san Napoleón.
Finalmente, el 2 de diciembre de 1851, Luis Napoleón dio un golpe de Estado, presentándose ante los franceses como defensor de la democracia —sufragio masculino— frente a la Asamblea —censitaria—. La crisis fue superada mediante la celebración de un plebiscito popular que le fue favorable y que aumentó su autoritarismo, que ejerció contra los republicanos extremistas y los monárquicos legitimistas y orleanistas.
El 14 de enero de 1852 se promulgó una nueva constitución que reforzó los poderes del ejecutivo —duración de la presidencia de diez años, reelegible— y disminuyó el del legislativo, que dividió en tres cámaras: Asamblea, Senado y Consejo de Estado. Finalmente, mediante plebiscito celebrado en noviembre, Francia creó un Imperio, que se proclamó solemnemente el 2 de diciembre de 1852.

## El Segundo Imperio

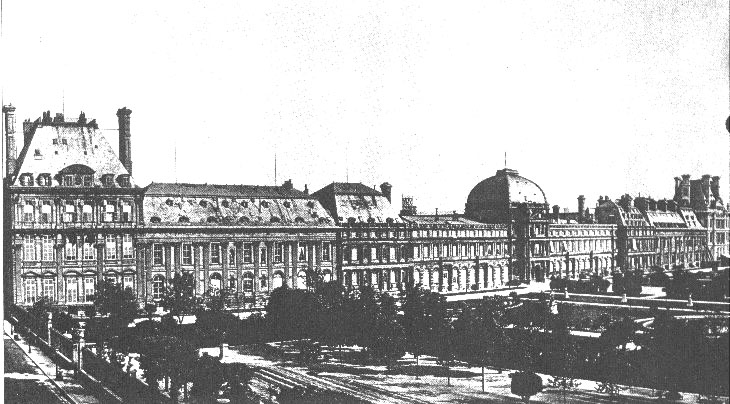
El palacio de las Tullerías durante el Segundo Imperio.

El Segundo Imperio fue un régimen político que a lo largo de los años evolucionó del autoritarismo a la democracia:

### El Imperio Autoritario (1852-1863)
Hasta 1860 Napoleón III gobierna sin oposición, en parte, por el control policial y la censura de prensa, y en parte por la mejoría económica de Francia. Asimismo, los triunfos en política exterior refuerzan la política del emperador.

#### La política exterior del Segundo Imperio
Tres directrices marcan la política exterior del emperador: el fomento del colonialismo, el apoyo a la unidad italiana y el intervencionismo.
- Colonialismo:

Napoleón III impulsa el imperialismo francés, no solo con fines económicos —buscando materias primas y mercados—, sino político, a imitación del Reino Unido. Más que en África —donde continúa la penetración iniciada en el reinado de Luis Felipe I en Argelia y Senegal—, el emperador fija su atención en Asia. Mediante el Tratado de Tien Tsin, en 1860, China se ve obligada a abrir sus puertos al comercio francés. Pero es en Indochina donde el Segundo Imperio pone en marcha una auténtica empresa colonizadora, con el pretexto de la expedición franco-española a Cochinchina —Vietnam y Laos—, el Imperio procederá a su anexión entre 1862 y 1867 y a la ocupación de Camboya en 1863.
- Unidad de Italia:

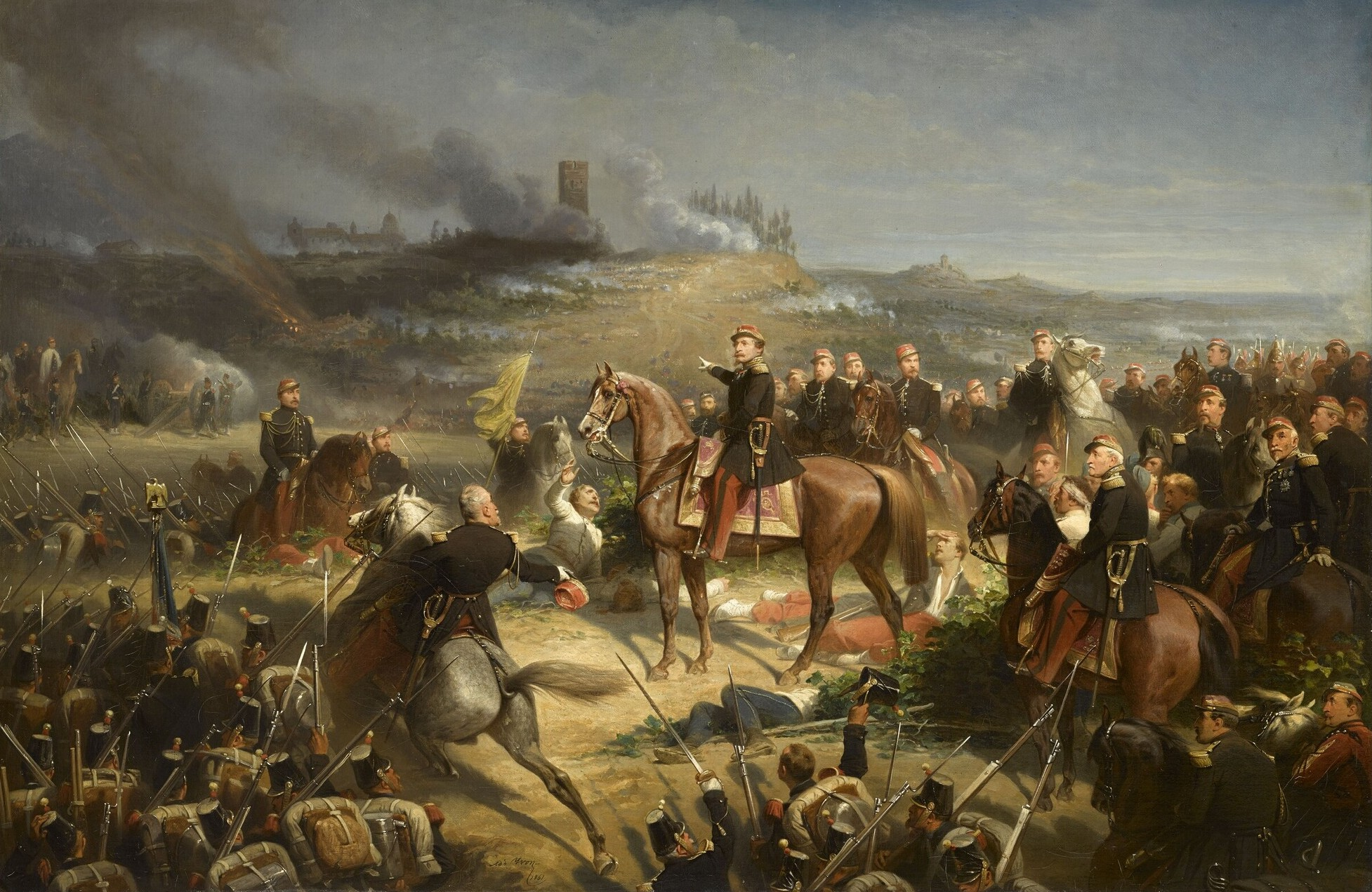
Napoleón III en la batalla de Solferino. Obra de Adolphe Yvon.

El emperador es un decidido partidario de la unidad de Italia. Para ganarse el apoyo de Francia, Cavour, primer ministro de Piamonte, no había dudado en participar al lado de Francia y el Reino Unido en la guerra de Crimea (1854-56). En 1858 en la Entrevista de Plombières (Plombiéres-les-Bains), Cavour, promete la entrega a Francia de Saboya y Niza, que se lleva a efecto en 1860. Las tropas conjuntas de Francia y Piamonte consiguen grandes éxitos frente a Austria en las batallas de Magenta y Solferino, pero el temor a que el conflicto se extienda hace que Napoleón III firme por separado la paz de Villafranca en 1859. Los nacionalistas italianos se sienten traicionados por Napoleón III, siendo la «cuestión romana» la que crispe las relaciones del gobierno imperial con los católicos.
- Intervencionismo:

Si Luis Felipe se había esforzado en mantener la paz hasta el punto de que muchos franceses lo consideraron un pusilánime, Napoleón III hubo de calmar a Europa y convencerla de que otro Napoleón no significaba sumergir de nuevo el continente en la guerra. Todo cuanto tenía que hacer era encontrar una guerra pequeña que satisficiera a los sedientos de gloria en casa, pero sin inquietar a nadie en el extranjero. Así, se unió a Gran Bretaña en una guerra menor contra Rusia en 1854, y en 1859 se empeñó en otra contra Austria. En 1860 parecía que había conducido bien los asuntos y se hallaba en la cumbre de la popularidad y el prestigio.

##### Guerra de Crimea

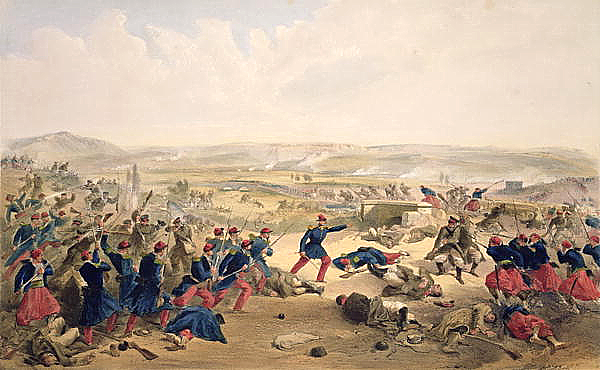
Batalla del río Chórnaya en la Guerra de Crimea. Obra de William Simpson.

Rusia pretendía el control de los restos del Imperio turco —llamado «el enfermo de Europa»—: los Balcanes y el control del estrecho de los Dardanelos para alcanzar una salida al Mediterráneo sin depender del gobierno de Constantinopla. El Reino Unido, por intereses comerciales, se opone y apoya a Turquía frente a los rusos. Francia se alía con el Reino Unido e interviene en la Guerra de Crimea, que termina en el Congreso de París en 1856, erigiéndose Napoleón III como «el árbitro de Europa».

##### Proyecto de Protectorado en Ecuador
En 1859, el presidente de Ecuador, Gabriel García Moreno desarrolló un proyecto de protectorado que envió, por medio de tres cartas, a Emilie Trinité, encargado de negocios de Francia con sede en Guayaquil, en las que solicitaba una asociación con el imperio dirigido por Napoleón III, similar a la que tenía Canadá con el Reino Unido en esa época. El mandatario ecuatoriano había presenciado la restauración política impuesta en Francia tras la revolución de 1848, con el consiguiente apogeo económico y de prestigio que ganó la nación europea, y por ello se convenció de que su patria podría seguir igual camino. Las cartas nunca llegaron a París, pues Trinité murió en el puerto ecuatoriano antes de reenviarlas a su Gobierno, aunque el presidente ecuatoriano no lo supo de inmediato. A inicios de junio de 1861 llegó a Guayaquil Aimé Fabre, nuevo encargado de negocios de Francia. Al presentar sus credenciales ante el presidente García Moreno, a mediados de junio de 1861 en la ciudad de Quito, se abordó nuevamente el tema del protectorado; García Moreno le comunicó a Fabre su preocupación de que toda Latinoamérica, y quizá toda América (teniendo en cuenta la guerra de secesión estadounidense), se encontraban en peligro. Solo una fuerte potencia europea podía detener esa tendencia, asentando una estabilidad política y que Francia debía convertir al Ecuador en su base para desde allí extender su influencia.
Con vehemencia, Fabre transmitió inmediatamente al canciller francés Antoine Edouard Thouvenel la petición de García Moreno. En cartas confidenciales, hizo una detallada descripción de la población, el clima y los recursos del Ecuador; delineó los pasos requeridos para establecer un protectorado francés mediante un plebiscito, así como la ruta que deberían tomar las tropas francesas para llegar de Guayaquil a Quito. Dos mil soldados franceses, algunas naves y cañones, asegurarían el voto, libre de desórdenes o interferencia externa. Eso sí, advirtió que Gran Bretaña podría ser un serio obstáculo. En septiembre de 1861, el canciller Thouvenel («frente a la voluminosa información enviada por Fabre») entregó a Napoleón III su famoso Informe al emperador. Allí señaló que de ser aceptada la propuesta, el presidente ecuatoriano convocaría a una Convención Nacional que, según él, votaría con entusiasmo por el pacto de unión con Francia. Thouvenel destacó que la isla Puná, a la entrada del río Guayas, sería un excelente punto de escala y abastecimiento para las naves francesas de guerra y de comercio en el Pacífico. Advirtió sin embargo, que el presidente peruano Ramón Castilla no tendría escrúpulos para suministrar armas y dinero a todos los que quisieran combatir el proyecto de García Moreno.
Inicialmente Napoleón III, aunque no del todo renuente al plan, vaciló en adoptar el compromiso planteado por García Moreno dado que su escuadra en el Pacífico no era lo suficientemente fuerte para enfrentar un adversario como Gran Bretaña, por ejemplo. En febrero de 1862, una razón mucho más poderosa pesó sobre su ánimo: Francia había iniciado su intervención armada en México, empresa que absorbió todo su interés y culminó con la instalación del imperio francés en dicho país por un breve lapso. Antes de que Fabre pudiera recopilar toda la información adicional que el canciller Thouvenel le había solicitado, llegó la orden del emperador francés de rehusar el ofrecimiento en términos evasivos y diplomáticos.

##### Guerra de México

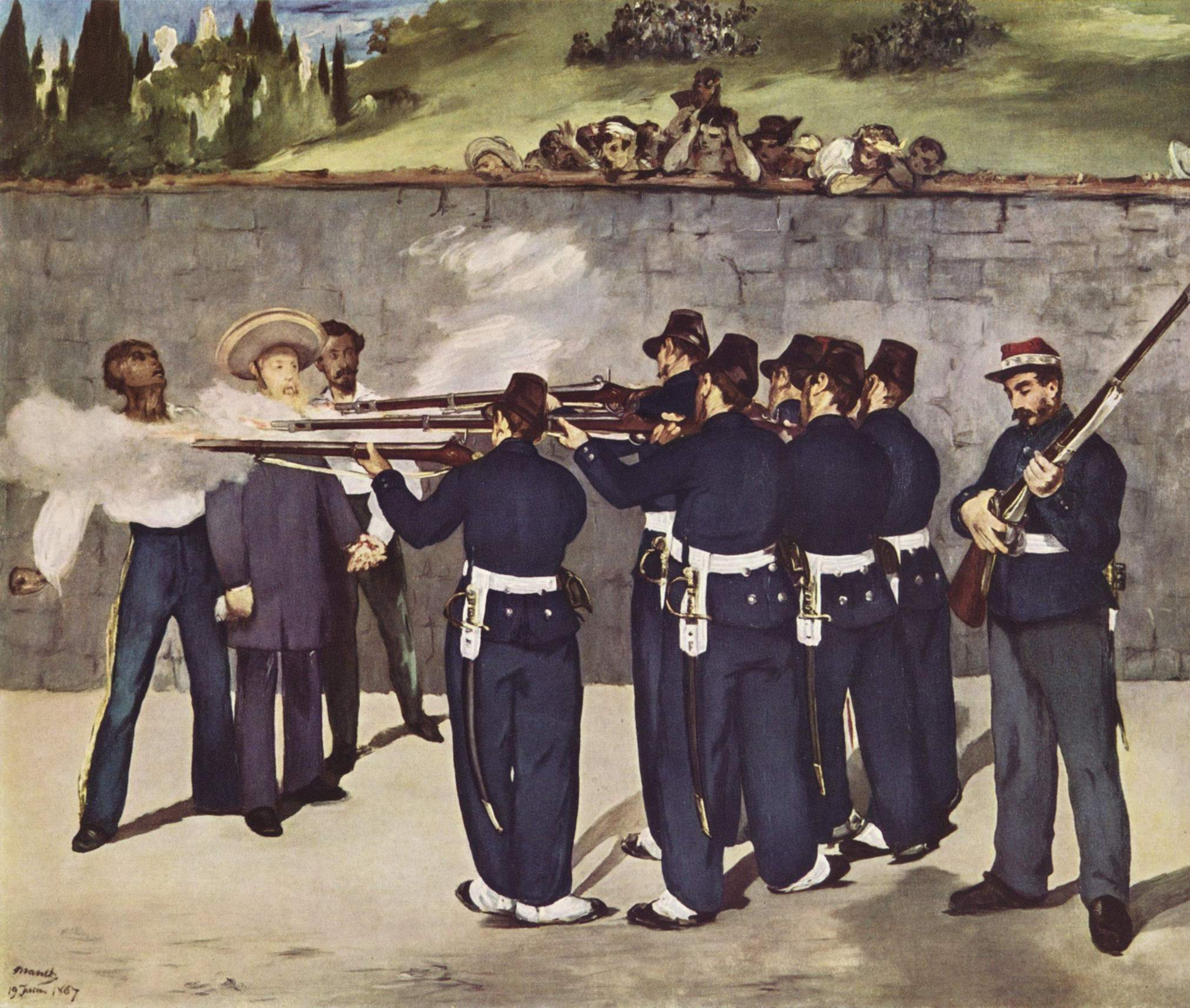
El fusilamiento de Maximiliano I, por Edouard Manet.

Desde su independencia de España en 1821, México había sufrido una guerra civil latente entre conservadores y liberales. Tras años de guerra entre ambos bandos, las finanzas de México se encontraban en crisis, por lo que Benito Juárez tomó la decisión de suspender el pago de la deuda externa a Francia, España y Reino Unido. Posterior a la convención en Londres en 1861, estos tres países enviaron naves de guerra a México. Manuel Doblado realizó un excelente cabildeo con los representantes de España y del Reino Unido, quienes aceptaron los motivos de no realizar los pagos, por lo cual se retiraron de México; pero Francia no los aceptó, iniciando así los planes de invasión del país norteamericano.
Los conservadores solicitaron la intervención exterior y ofrecieron la recién creada corona de México a Maximiliano de Habsburgo, Archiduque de Austria y por entonces virrey de Venecia y el noreste de la actual Italia; ello con el objetivo de que el nuevo emperador diera a las empresas francesas un trato preferencial, y para los conservadores para que protegiese sus fueros y privilegios además de estabilizar el país, estableciendo para Francia una zona de influencia en México. El imperio de ultramar en América era muy deseado por Napoleón III para frenar la importante influencia que ya tenía Estados Unidos, que en aquel momento se hallaba inmerso en una guerra civil.
Pero sus ilusiones imperialistas se verían frustradas al sufrir su primera derrota militar en cincuenta años, ya que el 5 de mayo de 1862, en la batalla de Puebla, el ejército mexicano, comandado por el general Ignacio Zaragoza, asestó una derrota al ejército francés comandado por el general Charles Ferdinand Latrille, conde de Lorencez. Esta victoria del ejército mexicano no solo sorprendió al mundo, sino que revitalizó el espíritu nacionalista de los mexicanos. Aún estaba viva la amenaza extranjera, ya que las tropas de Napoleón III entraban al país con el apoyo de los conservadores. Los liberales mexicanos resistieron mediante la guerra de guerrillas, una guerra de desgaste que a final de cuentas acabó con la intervención francesa. En París eran mayores las protestas de intelectuales, políticos opositores al régimen de Napoleón y los familiares de los soldados, que eran frecuentemente masacrados y sus cuerpos nunca devueltos.
Ante las derrotas infligidas por las guerrillas mexicanas, las tropas de Napoleón III se retiraron de México, y Maximiliano I sería fusilado en el Cerro de las Campanas, en Querétaro en 1867, junto con los generales Miguel Miramón y Tomás Mejía, ante la protesta de reyes y jefes de Estado. La repercusión de esta derrota sería importante para el Segundo Imperio.

#### La política interna del Segundo Imperio
Las fuerzas sobre las que se apoyó el gobierno de Napoleón III fueron el ejército, la burguesía y la Iglesia.

### El Imperio Liberal (1863-1868)

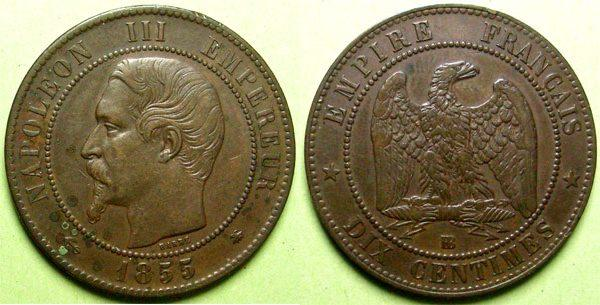
Moneda de Napoleón III. En el reverso aparece el escudo imperial.

Después de un período de transición, al fallarle los apoyos tradicionales —Iglesia y burguesía—, el gobierno gira hacia la izquierda en busca de nuevos apoyos.
Dentro de esta política liberal está el derecho de iniciativa del Parlamento (1860) y el control de los presupuestos por parte de las Cámaras (1861). En 1864 se otorga el derecho de asociación y huelga.
A partir de 1867, el malestar por la política exterior —el fracaso en México— e interior —crisis económica— fuerzan las concesiones del régimen. En 1867 se concede al Cuerpo Legislativo el derecho de interpelación y responsabilidad ministerial ante las Cámaras. Asimismo, se suavizan las leyes de prensa —supresión de la censura previa— y reunión —anulación de la autorización previa—.

### El Imperio Parlamentario (1868-1870)
En las últimas elecciones de 1869 el avance de la oposición es evidente, acentuándose las reformas desde el poder. Se modifica la Constitución, fortaleciendo el parlamentarismo y se recortan las facultades constitucionales de la pareja imperial. Todas esta reformas fueron corroboradas por el pueblo en un plebiscito celebrado en mayo de 1870.

### Legado del Segundo Imperio
Mal conocido en nuestros días, el Segundo Imperio corresponde sin embargo a una de las más formidables épocas de desarrollo y de prosperidad que Francia hubiera conocido.[cita requerida]

#### Economía
Al nivel económico, el país se dotó de infraestructuras modernas, de un nuevo sistema financiero, bancario y comercial y recobró en 1870 su retraso industrial sobre el Reino Unido, en parte gracias a la política voluntarista del emperador y gracias a su elección del libre cambio. (ver dirigismo)
- Urbanismo y ferrocarril:

Las necesidades de la capital eran tan evidentes que apenas podían pasarse por alto. El sistema de calles medievales de una ciudad de miles de peatones, ya no era el adecuado para los carruajes y vagones de una ciudad de un millón de habitantes. La ejecución de estas tareas pesadas dependía del prefecto del departamento del Sena; y sin un prefecto que fuese a la vez comprensivo y audaz, los planes del emperador hubiesen quedado en la nada.
Es por esto que Napoleón III impulsó los trabajos del barón Haussmann en París, que hicieron de esta ciudad una de las capitales más bellas del mundo. Grandes secciones de la ciudad se demolieron y el trazado de viejas y complicadas calles se reemplazó por anchas avenidas, según dirección del barón (1809-1891), prefecto del Sena (1853-1870), con un efectivo sistema financiero que avanzó la idea de que las plusvalías generadas por los cambios debían beneficiar al ayuntamiento y no solamente a los propietarios de los terrenos afectados. La influencia personal del prefecto en los planes de Napoleón son evidentes no solo en cambios detallados, sino también en numerosas adiciones. Añadió nuevas calles, parques, y edificios públicos, e hizo dos contribuciones originales de primordial importancia: el abastecimiento de París con abundante agua de manantial y el sistema de alcantarillado para asegurar el drenaje de incluso en los distritos más bajos y para prevenir contaminación del Sena dentro de la ciudad.
El Segundo Imperio vio la construcción de la red francesa de ferrocarril, aunque su diseño radial no fue muy afortunado.

#### Artes
Este período fue muy productivo a nivel literario, abarca de Flaubert a Sand o a los hermanos Goncourt (Edmond y Jules). La Ópera Garnier ilustra la importancia concedida del mundo del espectáculo, el elemento de la «fiesta imperial».
Personalmente apasionado por historia (le debemos una Historia monumental de Julio César), el Emperador también jugó un papel clave en la puesta en marcha de arqueología moderna en Francia, con la creación del museo de las Antigüedades nacionales de Saint-Germain-en-Laye.

#### Sociedad
Los progresos sociales fueron innegables, pero se dieron gracias fundamentalmente, a la lucha organizada del nuevo proletariado francés: reconocimiento del derecho de huelga y de organización de los asalariados (antecedentes de sindicatos) concedidos en 1864, elevación del nivel de vida de los obreros y de los campesinos, los comedores de beneficencia organizados para los pobres, primeros sistemas de jubilaciones y de seguros para los obreros, desarrollo de la educación de masa, etc.

#### Ciencia y tecnología
Bajo el impulso personal de la emperatriz Eugenia, se apoyaron los trabajos de Louis Pasteur y de Ferdinand de Lesseps, que respectivamente, acabarán en la vacuna contra la rabia y en el canal de Suez, inaugurado en 1867.

## Campañas militares
Napoleón III (cuando aún era presidente de la 2da. República Francesa) apoyó a Austria a detener las revueltas de la 1ra. guerra de independencia italiana para restaurar el poder papal de el papa Pío IX. Además hizo campañas en Argelia lo que terminó en su conquista.
La respuesta de Napoleón a la demanda de Rusia para influir en el Imperio otomano llevó a una victoriosa participación de Francia en la guerra de Crimea (marzo de 1854-marzo de 1856). También aprobó lanzar una expedición naval en 1858 para castigar a los vietnamitas y forzar a su corte real a aceptar una presencia francesa en el país. El 14 de enero de 1858 Napoleón escapó a otra tentativa de asesinato.
En mayo de 1859 la intervención francesa en la 2da. guerra de independencia italiana en favor de Italia ahora (para apoyar a los reunificacionistas italianos tras ceder Nisa y Saboya a Francia),asegura la derrota de Austria en Italia, siendo este su mejor conflicto tras las batallas de Magenta y Solferino. Pero la intervención francesa de México (enero de 1862-marzo de 1867) terminó en derrota tras volverse poco rentable para 1867 a pesar de que para 1863 tuvo el control total del Valle de México,y culminó en la ejecución del emperador de México, Maximiliano I.

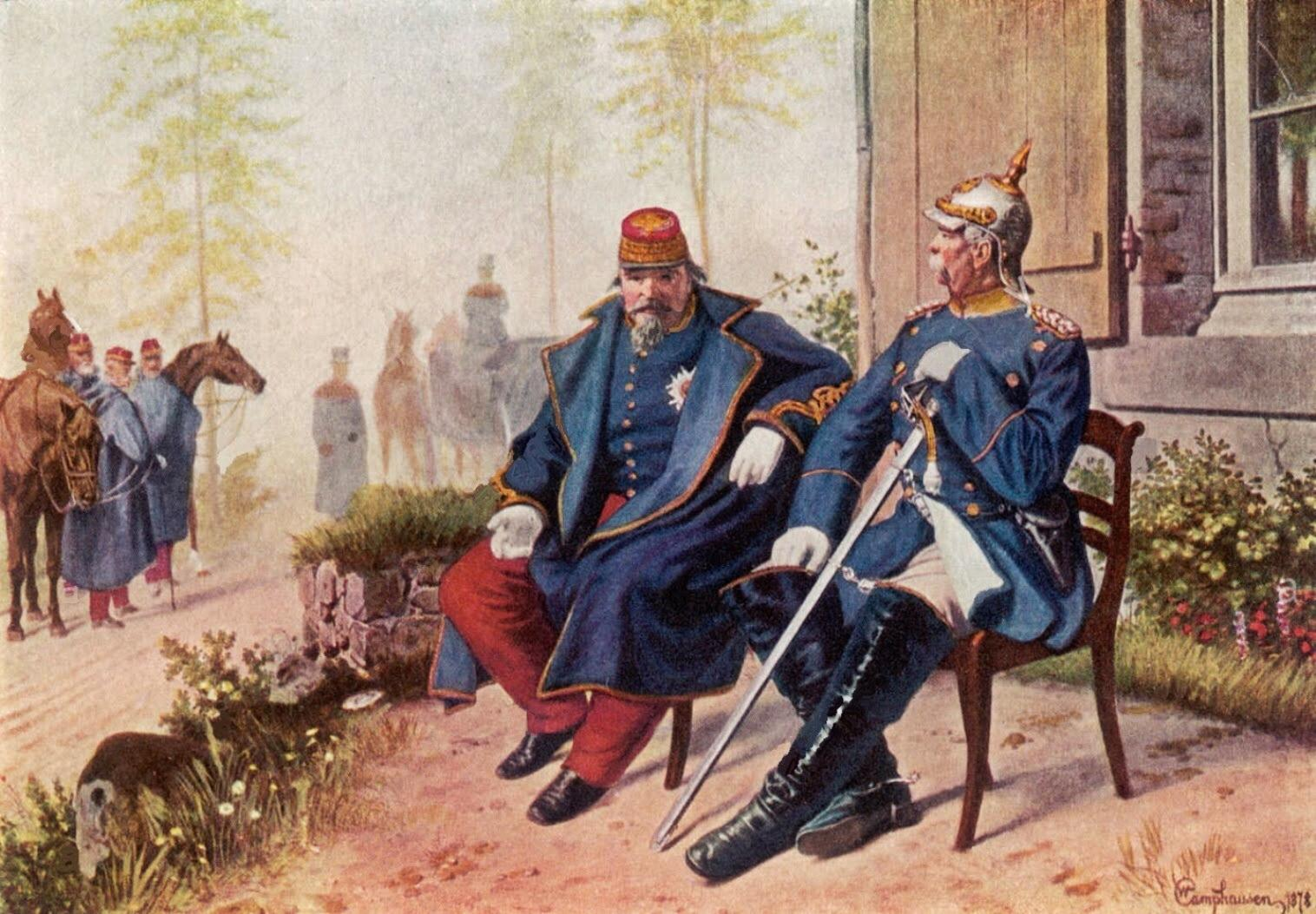
Bismarck (a la derecha, con casco) y Napoleón III (a la izquierda) tras la batalla de Sedán.

En octubre de 1865 en Biarritz, el canciller prusiano Otto von Bismarck obtuvo de Napoleón III que Francia se mantuviera al margen de un previsible conflicto austro-prusiano, mientras que Prusia se comprometía a apoyar al Reino de Italia para conseguir la anexión de Venecia, en manos austriacas. Napoleón pensó que el conflicto sería largo y le brindaría la oportunidad de actuar de mediador y tal vez conseguir ventajas territoriales. El emperador se comprometió a mediar ante los italianos, lo que se consiguió con la alianza ofensivo-defensiva contra Austria firmada en abril de 1866. Pero Prusia derrotó fácilmente a Austria en la guerra de las Siete Semanas.
Forzado por la diplomacia y el cabildeo del canciller alemán Otto von Bismarck, Napoleón declaró el inicio de las hostilidades en la guerra franco-prusiana (1870) que resultó desastrosa para Francia y dio vía libre a la conformación del Segundo Reich. El Emperador fue preso en la batalla de Sedán el 2 de septiembre y depuesto por las fuerzas de la Tercera República en París dos días después.

## Exilio y muerte
Napoleón III murió en el exilio en Inglaterra el 9 de enero de 1873. Está enterrado en la Cripta Imperial de la Abadía de Saint Michael en Farnborough, localidad del condado de Hampshire, en Inglaterra (Reino Unido).

## Familia

### Matrimonio, hijo y familia

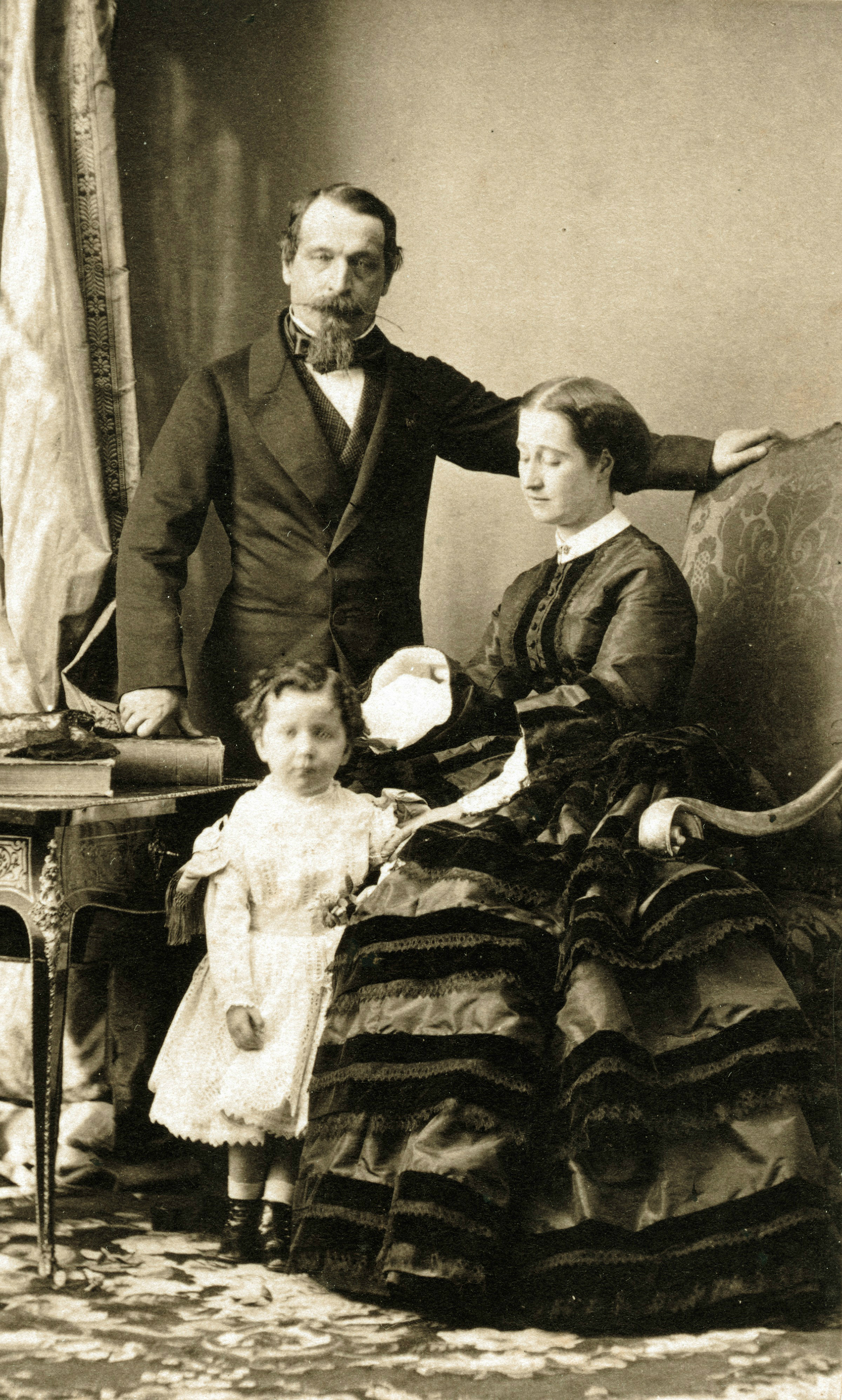
La familia imperial fotografiada hacia 1858.

Casado con Eugenia de Montijo (condesa de Teba), una noble española de ascendencia escocesa y española, Napoleón III tuvo un hijo, Eugenio Bonaparte (Napoleón Eugenio Luis Juan José, 1856-1879), quien a la muerte de Napoleón III se convirtió en jefe de la familia y fue llamado por sus partidarios Napoleón IV.

### Ancestros
| \| \| \| \| \| \| \| \| \| \| \| \| \| \| \| \| \| \| \| \| 16. Sebastiano Nicola Buonaparte \| \| \| \| \| \| \| \| \| \| \| \| \| \| \| \| \| \| \| \| \| \| \| \| \| \| \| \| \| \| \| \| \| \| \| \| \| \| \| \| \| \| \| \| \| \| \| \| \| \| \| \| \| \| 8. Giuseppe Maria Buonaparte \| \| \| \| \| \| \| \| \| \| \| \| \| \| \| \| \| \| \| \| \| \| \| \| \| \| \| \| \| \| \| \| \| \| \| \| \| \| \| \| \| \| \| \| \| \| \| \| \| \| \| \| \| \| 17. Maria Anna Tusoli \| \| \| \| \| \| \| \| \| \| \| \| \| \| \| \| \| \| \| \| \| \| \| \| \| \| \| \| \| \| \| \| \| \| \| \| \| \| \| \| \| \| \| \| \| \| \| \| \| \| \| \| \| \| 4. Carlo Maria Buonaparte \| \| \| \| \| \| \| \| \| \| \| \| \| \| \| \| \| \| \| \| \| \| \| \| \| \| \| \| \| \| \| \| \| \| \| \| \| \| \| \| \| \| \| \| \| \| \| \| \| \| \| \| \| \| 18. Giuseppe Maria Paravicini \| \| \| \| \| \| \| \| \| \| \| \| \| \| \| \| \| \| \| \| \| \| \| \| \| \| \| \| \| \| \| \| \| \| \| \| \| \| \| \| \| \| \| \| \| \| \| \| \| \| \| \| \| \| 9. Maria Saveria Paravicini \| \| \| \| \| \| \| \| \| \| \| \| \| \| \| \| \| \| \| \| \| \| \| \| \| \| \| \| \| \| \| \| \| \| \| \| \| \| \| \| \| \| \| \| \| \| \| \| \| \| \| \| \| \| 19. María Angélica Salineri \| \| \| \| \| \| \| \| \| \| \| \| \| \| \| \| \| \| \| \| \| \| \| \| \| \| \| \| \| \| \| \| \| \| \| \| \| \| \| \| \| \| \| \| \| \| \| \| \| \| \| \| \| \| 2. Luis I de Holanda \| \| \| \| \| \| \| \| \| \| \| \| \| \| \| \| \| \| \| \| \| \| \| \| \| \| \| \| \| \| \| \| \| \| \| \| \| \| \| \| \| \| \| \| \| \| \| \| \| \| \| \| \| \| 20. Giovanni Agostino Ramolino \| \| \| \| \| \| \| \| \| \| \| \| \| \| \| \| \| \| \| \| \| \| \| \| \| \| \| \| \| \| \| \| \| \| \| \| \| \| \| \| \| \| \| \| \| \| \| \| \| \| \| \| \| \| 10. Giovanni Geronimo Ramolino \| \| \| \| \| \| \| \| \| \| \| \| \| \| \| \| \| \| \| \| \| \| \| \| \| \| \| \| \| \| \| \| \| \| \| \| \| \| \| \| \| \| \| \| \| \| \| \| \| \| \| \| \| \| 21. Ángela María Peri \| \| \| \| \| \| \| \| \| \| \| \| \| \| \| \| \| \| \| \| \| \| \| \| \| \| \| \| \| \| \| \| \| \| \| \| \| \| \| \| \| \| \| \| \| \| \| \| \| \| \| \| \| \| 5. Maria Letizia Ramolino \| \| \| \| \| \| \| \| \| \| \| \| \| \| \| \| \| \| \| \| \| \| \| \| \| \| \| \| \| \| \| \| \| \| \| \| \| \| \| \| \| \| \| \| \| \| \| \| \| \| \| \| \| \| 22. Giuseppe Maria Pietrasanta \| \| \| \| \| \| \| \| \| \| \| \| \| \| \| \| \| \| \| \| \| \| \| \| \| \| \| \| \| \| \| \| \| \| \| \| \| \| \| \| \| \| \| \| \| \| \| \| \| \| \| \| \| \| 11. Angélica Maria Pietrasanta \| \| \| \| \| \| \| \| \| \| \| \| \| \| \| \| \| \| \| \| \| \| \| \| \| \| \| \| \| \| \| \| \| \| \| \| \| \| \| \| \| \| \| \| \| \| \| \| \| \| \| \| \| \| 23. Maria Giuseppa Malerba \| \| \| \| \| \| \| \| \| \| \| \| \| \| \| \| \| \| \| \| \| \| \| \| \| \| \| \| \| \| \| \| \| \| \| \| \| \| \| \| \| \| \| \| \| \| \| \| \| \| \| \| \| \| 1. Napoleón III Bonaparte, Emperador de los Franceses \| \| \| \| \| \| \| \| \| \| \| \| \| \| \| \| \| \| \| \| \| \| \| \| \| \| \| \| \| \| \| \| \| \| \| \| \| \| \| \| \| \| \| \| \| \| \| \| \| \| \| \| \| \| 24. Claude de Beauharnais, Conde des Roches-Baritaud \| \| \| \| \| \| \| \| \| \| \| \| \| \| \| \| \| \| \| \| \| \| \| \| \| \| \| \| \| \| \| \| \| \| \| \| \| \| \| \| \| \| \| \| \| \| \| \| \| \| \| \| \| \| 12. François V de Beauharnais, Marqués de La Ferté-Beauharnais y barón de Beauville \| \| \| \| \| \| \| \| \| \| \| \| \| \| \| \| \| \| \| \| \| \| \| \| \| \| \| \| \| \| \| \| \| \| \| \| \| \| \| \| \| \| \| \| \| \| \| \| \| \| \| \| \| \| 25. Renée Hardouineau de Laudanière \| \| \| \| \| \| \| \| \| \| \| \| \| \| \| \| \| \| \| \| \| \| \| \| \| \| \| \| \| \| \| \| \| \| \| \| \| \| \| \| \| \| \| \| \| \| \| \| \| \| \| \| \| \| 6. Alexandre de Beauharnais \| \| \| \| \| \| \| \| \| \| \| \| \| \| \| \| \| \| \| \| \| \| \| \| \| \| \| \| \| \| \| \| \| \| \| \| \| \| \| \| \| \| \| \| \| \| \| \| \| \| \| \| \| \| 26. François Jacques Pyvart de Chastullé, Señor de Chastullé \| \| \| \| \| \| \| \| \| \| \| \| \| \| \| \| \| \| \| \| \| \| \| \| \| \| \| \| \| \| \| \| \| \| \| \| \| \| \| \| \| \| \| \| \| \| \| \| \| \| \| \| \| \| 13. Henriette Pyvart de Chastillé \| \| \| \| \| \| \| \| \| \| \| \| \| \| \| \| \| \| \| \| \| \| \| \| \| \| \| \| \| \| \| \| \| \| \| \| \| \| \| \| \| \| \| \| \| \| \| \| \| \| \| \| \| \| 27. Jeanne Hardouineau de Laudanière \| \| \| \| \| \| \| \| \| \| \| \| \| \| \| \| \| \| \| \| \| \| \| \| \| \| \| \| \| \| \| \| \| \| \| \| \| \| \| \| \| \| \| \| \| \| \| \| \| \| \| \| \| \| 3. Hortense de Beauharnais \| \| \| \| \| \| \| \| \| \| \| \| \| \| \| \| \| \| \| \| \| \| \| \| \| \| \| \| \| \| \| \| \| \| \| \| \| \| \| \| \| \| \| \| \| \| \| \| \| \| \| \| \| \| 28. Gaspard Joseph Tascher de La Pagerie \| \| \| \| \| \| \| \| \| \| \| \| \| \| \| \| \| \| \| \| \| \| \| \| \| \| \| \| \| \| \| \| \| \| \| \| \| \| \| \| \| \| \| \| \| \| \| \| \| \| \| \| \| \| 14. Joseph-Gaspard de Tascher de la Pagerie \| \| \| \| \| \| \| \| \| \| \| \| \| \| \| \| \| \| \| \| \| \| \| \| \| \| \| \| \| \| \| \| \| \| \| \| \| \| \| \| \| \| \| \| \| \| \| \| \| \| \| \| \| \| 29. Françoise Bourreau de La Chevalerie \| \| \| \| \| \| \| \| \| \| \| \| \| \| \| \| \| \| \| \| \| \| \| \| \| \| \| \| \| \| \| \| \| \| \| \| \| \| \| \| \| \| \| \| \| \| \| \| \| \| \| \| \| \| 7. Marie Josèphe de Tascher de la Pagerie \| \| \| \| \| \| \| \| \| \| \| \| \| \| \| \| \| \| \| \| \| \| \| \| \| \| \| \| \| \| \| \| \| \| \| \| \| \| \| \| \| \| \| \| \| \| \| \| \| \| \| \| \| \| 30. Joseph François des Vergers de Sannois \| \| \| \| \| \| \| \| \| \| \| \| \| \| \| \| \| \| \| \| \| \| \| \| \| \| \| \| \| \| \| \| \| \| \| \| \| \| \| \| \| \| \| \| \| \| \| \| \| \| \| \| \| \| 15. Rose-Claire Vergers de Sannois \| \| \| \| \| \| \| \| \| \| \| \| \| \| \| \| \| \| \| \| \| \| \| \| \| \| \| \| \| \| \| \| \| \| \| \| \| \| \| \| \| \| \| \| \| \| \| \| \| \| \| \| \| \| 31. Catherine Marie Brown \| \| \| \| \| \| \| \| \| \| \| \| \| \| \| \| \| \| \| \| \| \| \| \| \| \| \| \| \| \| \| \| \| \| \| \| \| \| \| \| \| \| \| \| \| \| \| \| \| \| \| \| |                                                                                     |  |  |  |  |  |  |  |  |  |  |  |  |  |  |  |
| |                                                                                     |  |  |  |  |  |  |  |  |  |  |  |  |  |  |  |
| | 16. Sebastiano Nicola Buonaparte                                                    |  |  |  |  |  |  |  |  |  |  |  |  |  |  |  |
| |                                                                                     |  |  |  |  |  |  |  |  |  |  |  |  |  |  |  |
| |                                                                                     |  |  |  |  |  |  |  |  |  |  |  |  |  |  |  |
| | 8. Giuseppe Maria Buonaparte                                                        |  |  |  |  |  |  |  |  |  |  |  |  |  |  |  |
| |                                                                                     |  |  |  |  |  |  |  |  |  |  |  |  |  |  |  |
| |                                                                                     |  |  |  |  |  |  |  |  |  |  |  |  |  |  |  |
| | 17. Maria Anna Tusoli                                                               |  |  |  |  |  |  |  |  |  |  |  |  |  |  |  |
| |                                                                                     |  |  |  |  |  |  |  |  |  |  |  |  |  |  |  |
| |                                                                                     |  |  |  |  |  |  |  |  |  |  |  |  |  |  |  |
| | 4. Carlo Maria Buonaparte                                                           |  |  |  |  |  |  |  |  |  |  |  |  |  |  |  |
| |                                                                                     |  |  |  |  |  |  |  |  |  |  |  |  |  |  |  |
| |                                                                                     |  |  |  |  |  |  |  |  |  |  |  |  |  |  |  |
| | 18. Giuseppe Maria Paravicini                                                       |  |  |  |  |  |  |  |  |  |  |  |  |  |  |  |
| |                                                                                     |  |  |  |  |  |  |  |  |  |  |  |  |  |  |  |
| |                                                                                     |  |  |  |  |  |  |  |  |  |  |  |  |  |  |  |
| | 9. Maria Saveria Paravicini                                                         |  |  |  |  |  |  |  |  |  |  |  |  |  |  |  |
| |                                                                                     |  |  |  |  |  |  |  |  |  |  |  |  |  |  |  |
| |                                                                                     |  |  |  |  |  |  |  |  |  |  |  |  |  |  |  |
| | 19. María Angélica Salineri                                                         |  |  |  |  |  |  |  |  |  |  |  |  |  |  |  |
| |                                                                                     |  |  |  |  |  |  |  |  |  |  |  |  |  |  |  |
| |                                                                                     |  |  |  |  |  |  |  |  |  |  |  |  |  |  |  |
| | 2. Luis I de Holanda                                                                |  |  |  |  |  |  |  |  |  |  |  |  |  |  |  |
| |                                                                                     |  |  |  |  |  |  |  |  |  |  |  |  |  |  |  |
| |                                                                                     |  |  |  |  |  |  |  |  |  |  |  |  |  |  |  |
| | 20. Giovanni Agostino Ramolino                                                      |  |  |  |  |  |  |  |  |  |  |  |  |  |  |  |
| |                                                                                     |  |  |  |  |  |  |  |  |  |  |  |  |  |  |  |
| |                                                                                     |  |  |  |  |  |  |  |  |  |  |  |  |  |  |  |
| | 10. Giovanni Geronimo Ramolino                                                      |  |  |  |  |  |  |  |  |  |  |  |  |  |  |  |
| |                                                                                     |  |  |  |  |  |  |  |  |  |  |  |  |  |  |  |
| |                                                                                     |  |  |  |  |  |  |  |  |  |  |  |  |  |  |  |
| | 21. Ángela María Peri                                                               |  |  |  |  |  |  |  |  |  |  |  |  |  |  |  |
| |                                                                                     |  |  |  |  |  |  |  |  |  |  |  |  |  |  |  |
| |                                                                                     |  |  |  |  |  |  |  |  |  |  |  |  |  |  |  |
| | 5. Maria Letizia Ramolino                                                           |  |  |  |  |  |  |  |  |  |  |  |  |  |  |  |
| |                                                                                     |  |  |  |  |  |  |  |  |  |  |  |  |  |  |  |
| |                                                                                     |  |  |  |  |  |  |  |  |  |  |  |  |  |  |  |
| | 22. Giuseppe Maria Pietrasanta                                                      |  |  |  |  |  |  |  |  |  |  |  |  |  |  |  |
| |                                                                                     |  |  |  |  |  |  |  |  |  |  |  |  |  |  |  |
| |                                                                                     |  |  |  |  |  |  |  |  |  |  |  |  |  |  |  |
| | 11. Angélica Maria Pietrasanta                                                      |  |  |  |  |  |  |  |  |  |  |  |  |  |  |  |
| |                                                                                     |  |  |  |  |  |  |  |  |  |  |  |  |  |  |  |
| |                                                                                     |  |  |  |  |  |  |  |  |  |  |  |  |  |  |  |
| | 23. Maria Giuseppa Malerba                                                          |  |  |  |  |  |  |  |  |  |  |  |  |  |  |  |
| |                                                                                     |  |  |  |  |  |  |  |  |  |  |  |  |  |  |  |
| |                                                                                     |  |  |  |  |  |  |  |  |  |  |  |  |  |  |  |
| | 1. Napoleón III Bonaparte, Emperador de los Franceses                               |  |  |  |  |  |  |  |  |  |  |  |  |  |  |  |
| |                                                                                     |  |  |  |  |  |  |  |  |  |  |  |  |  |  |  |
| |                                                                                     |  |  |  |  |  |  |  |  |  |  |  |  |  |  |  |
| | 24. Claude de Beauharnais, Conde des Roches-Baritaud                                |  |  |  |  |  |  |  |  |  |  |  |  |  |  |  |
| |                                                                                     |  |  |  |  |  |  |  |  |  |  |  |  |  |  |  |
| |                                                                                     |  |  |  |  |  |  |  |  |  |  |  |  |  |  |  |
| | 12. François V de Beauharnais, Marqués de La Ferté-Beauharnais y barón de Beauville |  |  |  |  |  |  |  |  |  |  |  |  |  |  |  |
| |                                                                                     |  |  |  |  |  |  |  |  |  |  |  |  |  |  |  |
| |                                                                                     |  |  |  |  |  |  |  |  |  |  |  |  |  |  |  |
| | 25. Renée Hardouineau de Laudanière                                                 |  |  |  |  |  |  |  |  |  |  |  |  |  |  |  |
| |                                                                                     |  |  |  |  |  |  |  |  |  |  |  |  |  |  |  |
| |                                                                                     |  |  |  |  |  |  |  |  |  |  |  |  |  |  |  |
| | 6. Alexandre de Beauharnais                                                         |  |  |  |  |  |  |  |  |  |  |  |  |  |  |  |
| |                                                                                     |  |  |  |  |  |  |  |  |  |  |  |  |  |  |  |
| |                                                                                     |  |  |  |  |  |  |  |  |  |  |  |  |  |  |  |
| | 26. François Jacques Pyvart de Chastullé, Señor de Chastullé                        |  |  |  |  |  |  |  |  |  |  |  |  |  |  |  |
| |                                                                                     |  |  |  |  |  |  |  |  |  |  |  |  |  |  |  |
| |                                                                                     |  |  |  |  |  |  |  |  |  |  |  |  |  |  |  |
| | 13. Henriette Pyvart de Chastillé                                                   |  |  |  |  |  |  |  |  |  |  |  |  |  |  |  |
| |                                                                                     |  |  |  |  |  |  |  |  |  |  |  |  |  |  |  |
| |                                                                                     |  |  |  |  |  |  |  |  |  |  |  |  |  |  |  |
| | 27. Jeanne Hardouineau de Laudanière                                                |  |  |  |  |  |  |  |  |  |  |  |  |  |  |  |
| |                                                                                     |  |  |  |  |  |  |  |  |  |  |  |  |  |  |  |
| |                                                                                     |  |  |  |  |  |  |  |  |  |  |  |  |  |  |  |
| | 3. Hortense de Beauharnais                                                          |  |  |  |  |  |  |  |  |  |  |  |  |  |  |  |
| |                                                                                     |  |  |  |  |  |  |  |  |  |  |  |  |  |  |  |
| |                                                                                     |  |  |  |  |  |  |  |  |  |  |  |  |  |  |  |
| | 28. Gaspard Joseph Tascher de La Pagerie                                            |  |  |  |  |  |  |  |  |  |  |  |  |  |  |  |
| |                                                                                     |  |  |  |  |  |  |  |  |  |  |  |  |  |  |  |
| |                                                                                     |  |  |  |  |  |  |  |  |  |  |  |  |  |  |  |
| | 14. Joseph-Gaspard de Tascher de la Pagerie                                         |  |  |  |  |  |  |  |  |  |  |  |  |  |  |  |
| |                                                                                     |  |  |  |  |  |  |  |  |  |  |  |  |  |  |  |
| |                                                                                     |  |  |  |  |  |  |  |  |  |  |  |  |  |  |  |
| | 29. Françoise Bourreau de La Chevalerie                                             |  |  |  |  |  |  |  |  |  |  |  |  |  |  |  |
| |                                                                                     |  |  |  |  |  |  |  |  |  |  |  |  |  |  |  |
| |                                                                                     |  |  |  |  |  |  |  |  |  |  |  |  |  |  |  |
| | 7. Marie Josèphe de Tascher de la Pagerie                                           |  |  |  |  |  |  |  |  |  |  |  |  |  |  |  |
| |                                                                                     |  |  |  |  |  |  |  |  |  |  |  |  |  |  |  |
| |                                                                                     |  |  |  |  |  |  |  |  |  |  |  |  |  |  |  |
| | 30. Joseph François des Vergers de Sannois                                          |  |  |  |  |  |  |  |  |  |  |  |  |  |  |  |
| |                                                                                     |  |  |  |  |  |  |  |  |  |  |  |  |  |  |  |
| |                                                                                     |  |  |  |  |  |  |  |  |  |  |  |  |  |  |  |
| | 15. Rose-Claire Vergers de Sannois                                                  |  |  |  |  |  |  |  |  |  |  |  |  |  |  |  |
| |                                                                                     |  |  |  |  |  |  |  |  |  |  |  |  |  |  |  |
| |                                                                                     |  |  |  |  |  |  |  |  |  |  |  |  |  |  |  |
| | 31. Catherine Marie Brown                                                           |  |  |  |  |  |  |  |  |  |  |  |  |  |  |  |
| |                                                                                     |  |  |  |  |  |  |  |  |  |  |  |  |  |  |  |
| |                                                                                     |  |  |  |  |  |  |  |  |  |  |  |  |  |  |  |

### Controversia sobre su parentesco con Napoleón I
En abril de 2014, estudios de ADN demostraron que el emperador Napoleón III no era sobrino de Napoleón Bonaparte. Se sabe que su madre tuvo un hijo ilegítimo con el general Charles Joseph, conde de Flahaut, Carlos Augusto de Morny. No resulta descabellado pensar que el propio Charles Joseph fuese igualmente el padre biológico de Napoleón III. Ello implicaría que el monarca francés sería nieto de Talleyrand, dado que se acepta que Charles Joseph era en realidad hijo biológico del político y diplomático francés.

## Títulos y tratamientos
| ● 20 de abril de 1808-13 de julio de 1810:        | Su alteza imperial y real el príncipe Carlos Luis de Hollande, príncipe de Francia |
| ● 13 de julio de 1810-6 de abril de 1814:         | Su alteza imperial el príncipe Carlos Luis Napoleón, príncipe de Francia           |
| ● 6 de abril de 1814-20 de marzo de 1815:         | Su alteza imperial el príncipe Carlos Luis Napoleón                                |
| ● 20 de marzo de 1815-8 de julio de 1815:         | Su alteza imperial el príncipe Carlos Luis Napoleón, príncipe de Francia           |
| ● 8 de julio de 1815-20 de diciembre de 1848:     | Su alteza imperial el príncipe Carlos Luis Napoleón                                |
| ● 20 de diciembre de 1848-2 de diciembre de 1852: | Su excelencia el príncipe Luis Napoleón, presidente de la República Francesa 1     |
| ● 2 de diciembre de 1852-1 de marzo de 1871:      | Su majestad imperial el emperador de Francia                                       |
| ● 1 de marzo de 1871-9 de enero de 1873:          | Su majestad imperial el emperador Napoleón III                                     |